# Henriette Charlotte van Nassau-Idstein
Henriette Charlotte van Nassau-Idstein (Idstein, 9 november 1693 o.s. - Delitzsch, 8 april 1734) was een prinses uit het Huis Nassau-Idstein en werd door huwelijk hertogin van Saksen-Merseburg. Ze leefde na het overlijden van haar echtgenoot openlijk samen met haar minnaar.

## Biografie
Henriette Charlotte was de derde dochter van vorst George August Samuel van Nassau-Idstein en Henriette Dorothea van Oettingen-Oettingen, dochter van vorst Albrecht Ernst I van Oettingen-Oettingen en Christiane Frederica van Württemberg.
Henriette Charlotte huwde te Idstein op 4 november 1711 met hertog Maurits Willem van Saksen-Merseburg (Merseburg, 5 februari 1688 - Merseburg, 21 april 1731).
Na acht jaar kinderloos gebleven te zijn, schonk Henriette Charlotte op 23 juni 1720 het leven aan een dochter Frederica Ulrike, die echter binnen een paar uur overleed. Hoewel Frederica Ulrike formeel de dochter van Maurits Willem was, is het zeer waarschijnlijk dat ze het resultaat was van de affaire van haar moeder met Friedrich Carl von Pöllnitz, de hofmaarschalk en vele jaren de geliefde van Henriette Charlotte.
Na het overlijden van haar echtgenoot in 1731 trok Henriette Charlotte zich terug in Slot Delitzsch, waar ze openlijk samenleefde met von Pöllnitz, tot haar overlijden drie jaar later, 40 jaar oud. Ze werd begraven in de Stadskerk Sint Peter en Paul te Delitzsch.

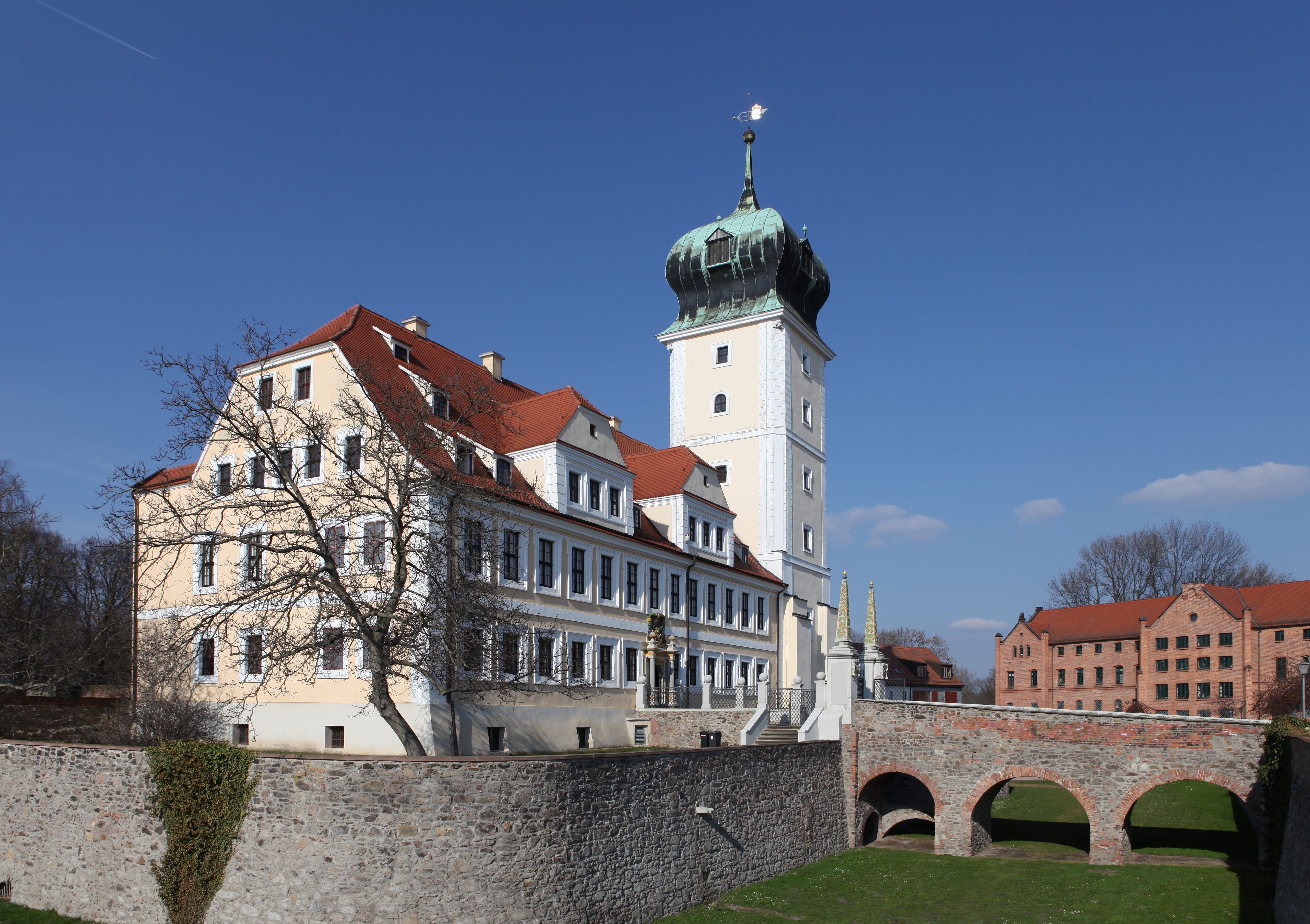
Slot Delitzsch
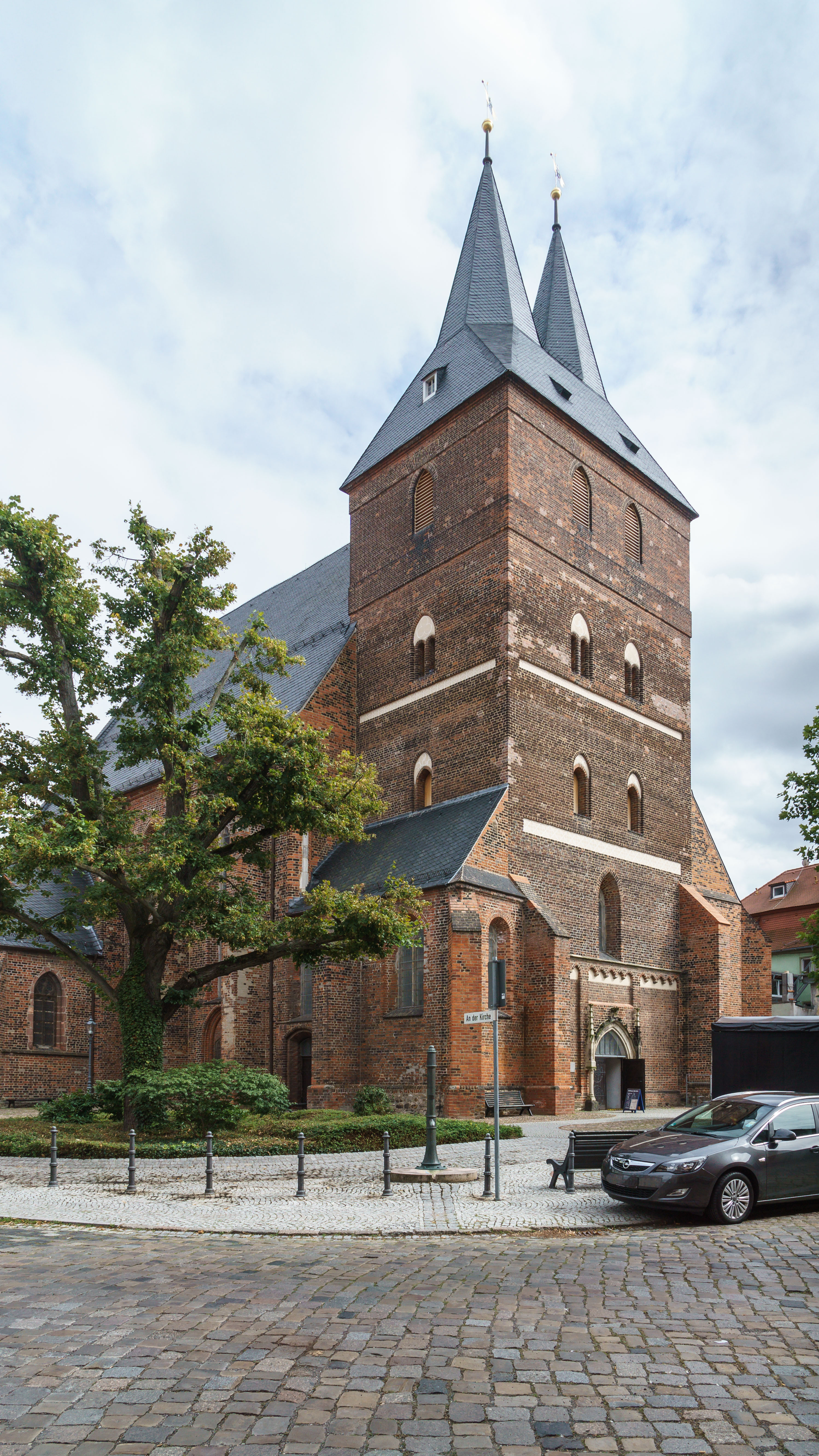
Stadskerk Sint Peter en Paul, Delitzsch